# نفل
النَّفَل (باللاتينية: Trifolium) جنس نباتي ينتمي إلى الفصيلة البقولية ويشمل حوالي 300 نوع من النباتات يستخدم معظمها كمحاصيل علفية.
يعد النفل من أهم المحاصيل المثبتة للنيتروجين عن طريق البكتيريا المستجذرة، والتثبيت التعايشي للنيتروجين هو إحدى ميزات الفصيلة البقولية، وهذا يساهم في زيادة خصوبة التربة.

## الوصف النباتي
يكون شكل ورقة النفل مميزًا، حيث يحمل النبات أوراقًا مركبة تتكون من ثلاث وريقات.

## أنواع النفل

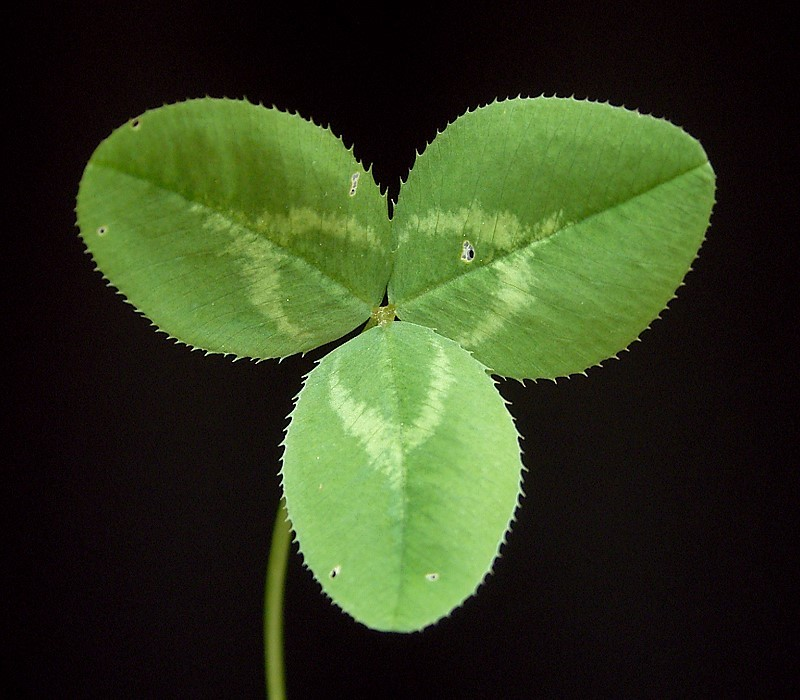
ورقة ثلاثية لنبتة النفل الزاحف.

### من أنواعهالواطنةفيالوطن العربي
1. النفل الأجوف (باللاتينية: Trifolium bullatum) في بلاد الشام
2. النفل الأرجواني (باللاتينية: Trifolium purpureum) في الشام
3. النفل الإسطنبولي (باللاتينية: Trifolium constantinopolitanum) في الشام
4. نفل البرسيم (باللاتينية: Trifolium alexandrinum) في الشام ومنها انتشر إلى مصر وأماكن أخرى
5. النفل البري (باللاتينية: Trifolium arvense) في الشام ومصر والمغرب العربي وكل أوروبا
6. نفل بواسييه (باللاتينية: Trifolium boissieri) في الشام
7. نفل بوتشوني (باللاتينية: Trifolium bocconei) في الشام
8. النفل البيروتي (باللاتينية: Trifolium berytheum) في الشام
9. النفل الحاد (باللاتينية: Trifolium argutum) في الشام
10. النفل الحارق (باللاتينية: Trifolium squarrosum) في الشام والمغرب العربي وشمال حوض المتوسط
11. النفل الحبي (باللاتينية: Trifolium pilulare) في الشام وقبرص وتركيا واليونان
12. النفل الحرجي (باللاتينية: Trifolium sylvaticum) في الشام والمغرب العربي وشمال حوض المتوسط
13. النفل الحرشفي (باللاتينية: Trifolium scabrum) في الشام ومصر والمغرب العربي ومعظم مناطق أوروبا والقوقاز
14. النفل الحقلي (باللاتينية: Trifolium campestre) في الشام والمغرب العربي وكل مناطق أوروبا والقوقاز
15. النفل الخشن (باللاتينية: Trifolium squamosum) في الشام وتركيا
16. النفل خشن الحواف (باللاتينية: Trifolium lappaceum) في الشام والمغرب العربي وشمال حوض المتوسط وشرق أوروبا والقوقاز
17. النفل الداسيوري (باللاتينية: Trifolium dasyurum) في الشام ومصر وقبرص وتركيا واليونان
18. النفل الذهبي (باللاتينية: Trifolium aureum) في الشام وتركيا والقوقاز وأوروبا
19. النفل الرغوي (باللاتينية: Trifolium spumosum) في الشام والمغرب العربي وقبرص وتركيا وشمال حوض المتوسط وبعض مناطق أوروبا
20. النفل الزاحف أو النفل الأبيض (باللاتينية: Trifolium repens) في الشام والمغرب العربي وأوروبا
21. النفل السلموني (باللاتينية: Trifolium salmoneum) في الشام
22. النفل الشرليري (باللاتينية: Trifolium cherleri) في الشام والمغرب العربي وحوض المتوسط
23. النفل صغير الأسدية (باللاتينية: Trifolium micranthum) في الشام والمغرب العربي وحوض المتوسط
24. النفل صوفي الكرات (باللاتينية: Trifolium  eriosphaerum) في الشام
25. النفل رفيع الأوراق (باللاتينية: Trifolium angustifolium) في الشام
26. النفل الزغبي (باللاتينية: Trifolium hirtum) في الشام والمغرب العربي وقبرص وتركيا وشمال حوض المتوسط
27. النفل العنتابي (باللاتينية: Trifolium aintabense) في الشام
28. النفل الغدي (باللاتينية: Trifolium glanduliferum) في الشام وتركيا واليونان
29. النفل الفافيلوفي (باللاتينية: Trifolium vavilovii) في الشام وتركيا
30. النفل الفراولي (باللاتينية: Trifolium fragiferum) في الشام ومصر والمغرب العربي وتركيا والقوقاز وكل مناطق أوروبا
31. النفل الفلسطيني (باللاتينية: Trifolium palaestinum) في الشام
32. النفل قليل الأزهار (باللاتينية: Trifolium pauciflorum) في الشام وتركيا واليونان
33. النفل القنفذي (باللاتينية: Trifolium echinatum) في الشام
34. النفل القنفذي الكرملي (باللاتينية: Trifolium echinatum var. carmeli) في الشام وتركيا
35. النفل القوقازي (باللاتينية: Trifolium caucasicum) في الشام
36. النفل الكبريتي (باللاتينية: Trifolium ochroleucon) في الشام والمغرب العربي ومعظم مناطق أوروبا
37. النفل كبير الأزهار (باللاتينية: Trifolium grandiflorum) في الشام وتركيا والقوقاز وشمال حوض المتوسط
38. النفل الكلوسي (باللاتينية: Trifolium clusii) في الشام
39. النفل اللبدي (باللاتينية: Trifolium tomentosum) في الشام ومصر والمغرب العربي وحوض المتوسط والقوقاز
40. النفل الليغوري (باللاتينية: Trifolium ligusticum) في الشام والمغرب العربي وتركيا وجنوب غرب أوروبا
41. النفل المتكئ (باللاتينية: Trifolium resupinatum) في الشام ومصر والمغرب العربي وتركيا والقوقاز ومعظم مناطق أوروبا
42. النفل المحمر (باللاتينية: Trifolium incarnatum)
43. النفل المختنق (باللاتينية: Trifolium suffocatum) في الشام والمغرب العربي وحوض المتوسط والقوقاز
44. النفل مدبب الأزهار (باللاتينية: Trifolium acutiflorum) في المغرب العربي
45. النفل المدرع (باللاتينية: Trifolium clypeatum) في الشام وقبرص وتركيا
46. نفل المروج أو النفل الأحمر (باللاتينية: Trifolium pratense) في الشام والمغرب العربي والقوقاز وأوروبا
47. النفل المسود (باللاتينية: Trifolium nigrescens) في الشام ومصر والمغرب العربي وحوض المتوسط
48. النفل المطمور (باللاتينية: Trifolium subterraneum) في الشام والمغرب العربي وتركيا والقوقاز ومعظم مناطق أوروبا
49. النفل المعنقد (باللاتينية: Trifolium glomeratum) في الشام والمغرب العربي وتركيا والقوقاز وشمال حوض المتوسط
50. النفل ملون الأسدية (باللاتينية: Trifolium dichroanthum) في الشام
51. النفل النجمي (باللاتينية: Trifolium stellatum) في الشام والمغرب العربي وشمال حوض المتوسط وروسيا
52. نفل هاوسنخت (باللاتينية: Trifolium haussknechtii) في الشام وتركيا
53. النفل الهوائي (باللاتينية: Trifolium physodes) في الشام والمغرب العربي ومعظم مناطق حوض المتوسط
54. النفل الواطي (باللاتينية: Trifolium plebeium) في الشام وتركيا

### من أنواعه الأخرى
1. النفل السويدي (باللاتينية: Trifolium hybridum) في شمال أوروبا وانتشر في أماكن أخرى

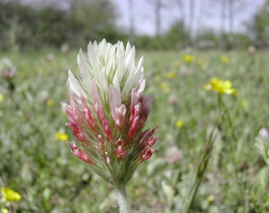
أزهار النفل السويدي Trifolium hybridum